# Sphecodopsis fumipennis
Sphecodopsis fumipennis là một loài Hymenoptera trong họ Apidae. Loài này được Bischoff mô tả khoa học năm 1923.